# Mystery Men
Mystery Men (Hombres Misteriosos en España) es una película estadounidense de acción y comedia del año 1999, dirigida por Kinka Usher y basada en la serie de cómics de Bob Burden editada por Dark Horse Comics. La cinta está protagonizada por Ben Stiller, Hank Azaria, Claire Forlani, Janeane Garofalo, Eddie Izzard, Greg Kinnear, William H. Macy, Kel Mitchell, Lena Olin, Paul Reubens, Geoffrey Rush, Wes Studi y Tom Waits.
La película presenta a un grupo de superhéroes con poderes que rayan en lo absurdo pero que tratan de salvar el día. A pesar de su lista de estrellas, se considera a Mystery Men un fracaso en taquilla final, pues apenas recaudó 29.762.011 de dólares dentro de Estados Unidos y 3.699.000 de dólares en el resto del mundo, contra un presupuesto de 68 millones de dólares. Pese a todo se convirtió en una película de culto. La banda sonora de esta película fue hecha principalmente por el grupo Smash Mouth, con la canción All Star y su respectivo video basado en la película.

## Trama

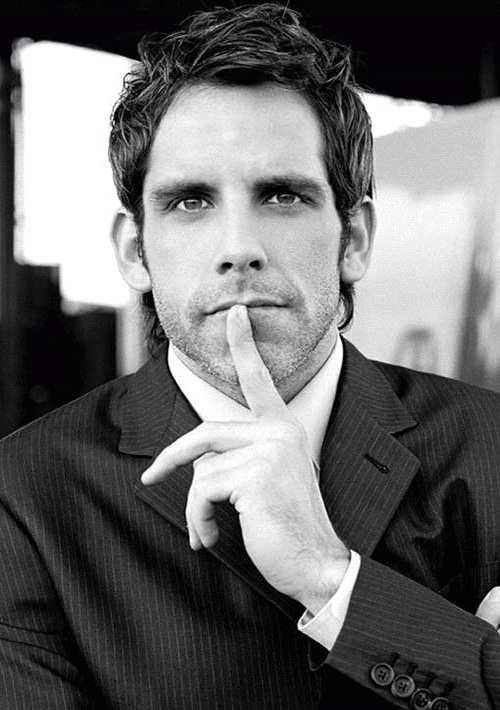
Ben Stiller interpreta a Mr. Furioso en la película.

Champion City es un lugar donde la gente todavía tiene tiempo de soñar con ser un superhéroe. De hecho es un sitio bastante fuera de lo común, ya que tiene la peculiaridad de hallarse libre de crímenes. Un grupo de 3 "superhéroes" bastante torpes llegan a un hogar de ancianos, donde una banda llamada "Los Ojos Rojos" está robando en mitad de una fiesta; estos héroes son "Mr. Furioso" (Ben Stiller), que cuando se enoja libera una fuerza abominable, o eso dice él, "El Pala" (William H. Macy), que usa como un arma una gran pala ancha la cual según él maneja muy bien y "El Rajá Azul" (Hank Azaria), un experto en cubiertos, o más bien dicho, en tenedores, lo que hace que sus compañeros lo critiquen, por no lanzar algo más útil como cuchillos o dagas. Ellos irrumpen en la fiesta para salvar a los ancianos, pero los Ojos Rojos les ganan sin mucho esfuerzo. Entonces aparece "El Capitán Asombroso" (Greg Kinnear) a salvar el día, dándole una tunda a los Ojos Rojos que lo superaban en número. 
Al encontrarse con menos rivales con los cuales combatir, el Capitán Asombroso comienza a perder patrocinios, entre ellos el de Pepsi. Por esta razón, su representante sugiere la liberación de un peligroso criminal para que, al volver a capturarlo, recupere el prestigio como superhéroe, la admiración del público, y con ello los patrocinadores. Para lograrlo, el Capitán Asombroso usa su alter ego, el millonario abogado Lance Hunt, para solicitar el indulto a un poderoso supervillano.
El criminal elegido es Casanova Frankenstein (Geoffrey Rush), quien al salir de la prisión/sanatorio mental en el que estaba retenido, intenta vengarse de Champion City y captura al Capitán Asombroso. Es entonces cuando los antes mencionados "superhéroes" tendrán que salvar al Capitán Asombroso y a la ciudad. 
Para reforzar el grupo, abren una convocatoria para nuevos superhéroes, y allí conocen a "El Chico Invisible" (Kel Mitchell), que solo puede hacerse invisible cuando nadie lo está mirando, "El Pestilente" (Paul Reubens), un superhéroe con problemas de gases explosivos, "La Bola" (Janeane Garofalo), una chica con la habilidad de lanzar una bola de bolos transparente que contiene un cráneo dentro que dice es el de su padre, que en ocasiones le habla, aunque solamente su hija lo escucha, y "La Esfinge" (Wes Studi), quien tiene el poder de desarmar pistolas con la mente y se convierte en el líder del grupo, a pesar de los celos de Mr. Furioso.

## Personajes

### Los Héroes

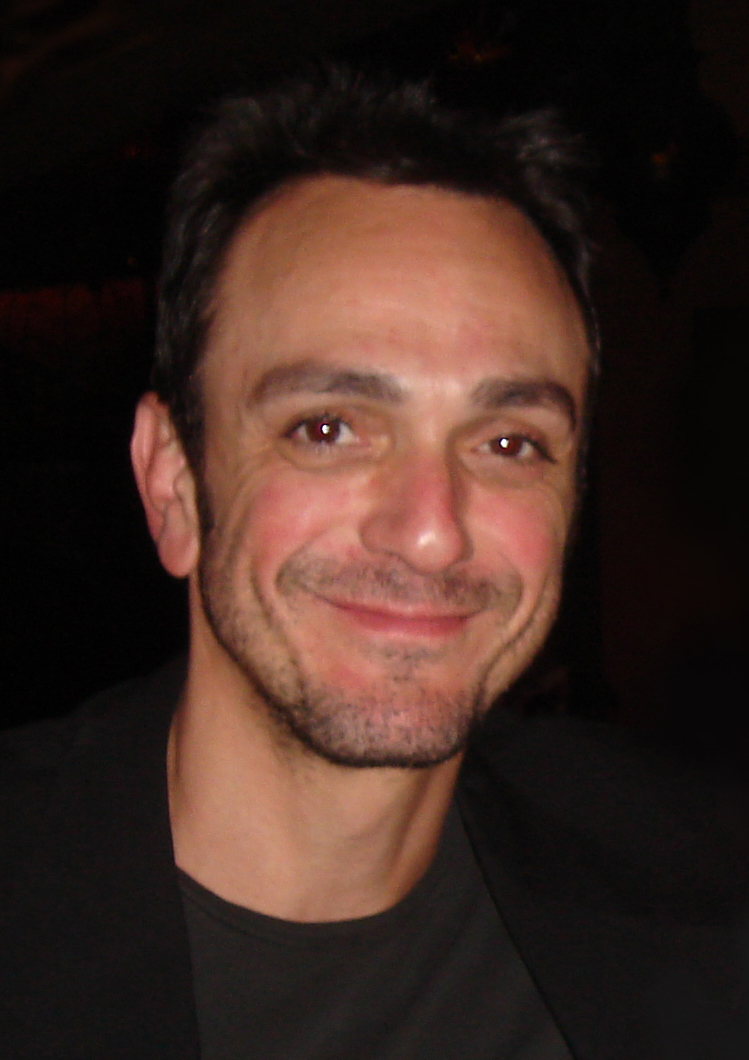
Hank Azaria interpreta en la cinta a El Rajá Azul.

- Ben Stiller es Mister Furioso. Su nombre real es Roy y trabaja en un desguace de automóviles. Dice que su poder es tener súper fuerza, activada solo si llega a enfurecerse. Se decía que en una ocasión había sido capaz de levantar un autobús, pero en realidad solo lo empujó un poco, con ayuda del conductor, que pisaba el acelerador.

- William H. Macy es El Pala (Zapador, en España). Su nombre real es Eddie y está casado. Su habilidad especial es el dominio de la pala, aunque su estilo de vida le causa problemas con su esposa.

- Hank Azaria es El Rajá Azul. Su nombre real es Jeffrey y vive con su madre. Su habilidad está en el lanzamiento de tenedores (se niega a lanzar cuchillos porque dice: No puedes combatir el crimen volviéndote un criminal). Durante las misiones habla con acento británico y, a pesar de su nombre, su vestimenta no tiene nada de azul.

- Kel Mitchell es El chico invisible, quien es capaz de volverse invisible solamente cuando nadie lo ve, ni siquiera él mismo, porque si llegara a verse deja de ser invisible. En la parte final de la película puede verse que su poder sí es real.

- Paul Reubens es El Pestilinte (El flato en España), cuyo superpoder es una flatulencia fulminante. Ese poder es debido a la maldición de una gitana, a quien acusó de una flatulencia de la que no era culpable.

- Janeane Garofalo es La Bola (La Lanzadora en España), hija del original superhéroe La Bola (El Lanzador en España), fallecido a manos de Tony P y cuyo cráneo conserva en una bola que lleva a todas partes, convirtiéndose en un arma arrojadiza efectiva, que regresa a su estuche por sí sola. Esta heroína a veces escucha la voz de su padre hablando desde el cráneo dentro de la bola.

- Wes Studi es La esfinge, un respetado superhéroe casi leyenda que puede partir las armas en dos con solo mirarlas. Se ofrece para asesorar al grupo con frases que son juegos de palabras (por ejemplo, "si dudas de tu poder, le das poder a tus dudas").

### Los Villanos

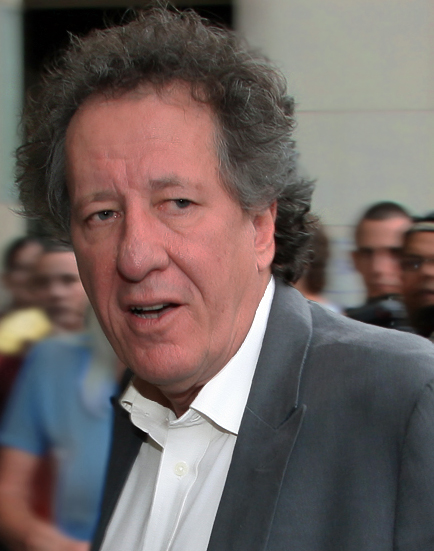
Geoffrey Rush encarna al villano Casanova Frankenstein.

- Geoffrey Rush es Casanova Frankenstein, el antagonista principal y archirrival del Capitán Asombroso por largo tiempo. Estuvo encarcelado en un hospital psiquiátrico, en donde tuvo contacto con científicos locos que le dieron la información necesaria para construir un Psico-Fraculador, un arma de destrucción masiva con la cual amenaza a la ciudad.

- Eddie Izzard es Tony P, el segundo al mando de Casanova Frankenstein y líder de los Disco-Boys. Se niega a creer que la música disco está en decadencia. Es el asesino del padre de La Bola.

- Prakazrel Michel es Tony C, el segundo al mando de Tony P en los Disco-Boys.

### Otros
- Tom Waits es el Dr. A. Heller, un científico que diseña armas no letales, entre las que destacan el tornado enlatado, el lanza culpas y el encoge ropas. En un comienzo el grupo de superhéroes desestima su ayuda, pero cambian de opinión y sus no convencionales armas son determinantes en el éxito de la misión.

- Greg Kinnear es El capitán asombroso/Lance Hunt, un legendario superhéroe que ha cuidado a Champion City por años. En su traje de superhéroe pueden verse anuncios de patrocinadores como Pepsi. Su alter ego es el multimillonario Lance Hunt, cuya única diferencia con el superhéroe es un par de gafas. En toda la película es la única víctima del Psico-Fraculador.

- Claire Forlani es Mónica, la camarera del restaurante a donde va a comer el equipo con frecuencia. Es pretendida por Mr. Furioso.

## Banda sonora
- "The Mystery Men Mantra" - Mark Mothersbaugh
  - En las escenas iniciales
- "All Star" - Smash Mouth
  - En varias escenas a lo largo de la película
- "No More Heroes" - Violent Femmes (original de The Stranglers)
  - En la escena de la audición de nuevos superhéroes
- "O Mio Babbino Caro" - Miriam Gauci (compuesta por Giacomo Puccini)
  - En la escena de la mofeta
- "Gangsters" - Dub Pistols (original de The Specials)
  - En la escena en la que Casanova se reúne con varias pandillas
- "Who Are Those Mystery Men" - Kel and the M.A.F.T.
  - En los créditos de cierre

## Referencia a otros héroes
- Mr Furioso, como personaje que logra su enorme fuerza cuando está enojado, es una clara referencia a Hulk.
- El Capitán Asombroso y su alter ego multimillonario e influyente ciudadano recuerdan a Batman.
- El Chico Invisible recuerda a Griffin, el personaje principal de la novela de H. G. Wells El hombre invisible.
- El nombre del padre asesinado de La Bola es Carmine, el cual también era el nombre del fallecido padre de la actriz.